# 文恭皇后
文恭皇后（？—？），陇西狄道（今甘肃临洮县）人，出自陇西李氏仆射房，是北魏使持节、侍中、都督西垂诸军事、镇西大将军、开府仪同三司、领护西戎校尉、沙州牧、并州刺史、敦煌宣公李宝的曾孙女，司空、清渊文穆公李冲的孙女，太子舍人、高阳郡公李休纂之女，李昂的姐妹。
李氏嫁给了姑妈李媛华的长子元劭，建義元年（528年）四月，孝莊帝元子攸追尊被杀的兄長元劭為孝宣皇帝。嫂嫂李氏為文恭皇后。